# Последнее плавание бригантины «Карлук»
Последнее путешествие «Карлука», флагмана канадской арктической экспедиции 1913—1916 годов, завершилось потерей судна и последующей смертью почти половины его экипажа. 13 июля 1913 года бригантина, ранее использовавшаяся в качестве китобойного судна, отправилась исследовать остров Хершел в море Бофорта. 13 августа 1913 года, в 300 километрах от места назначения, «Карлук» был зажат льдами и начал медленный дрейф на запад. После долгого дрейфа через море Бофорта и Чукотское море 10 января 1914 года бригантина была раздавлена льдом и затонула. Несколько месяцев экипаж и участники экспедиции боролись за выживание, сначала на льду, а затем на берегах острова Врангеля. Одиннадцать человек умерло перед тем, как до них смогла добраться помощь.
Канадская арктическая экспедиция была организована антропологом Вильялмуром Стефансоном и ставила перед собой как научные, так и географические цели. 19 сентября шесть человек, включая Стефансона, отправились на охоту, однако из-за дрейфа льдов больше не смогли вернуться на судно. Капитан корабля, Роберт Бартлетт организовал пеший переход к острову Врангеля, расположенному в 80 милях (130 км). Условия были трудными и опасными; две группы по четыре человека в каждой не добрались до острова.
После того, как все выжившие достигли побережья, Барлетт и охотник эскимос вдвоём отправились по льдам на материк за помощью. За несколько недель они успешно достигли побережья Аляски, но ледовые условия не позволили предпринять немедленную спасательную экспедицию. Несколько попыток оказалась неудачными. Из оставшихся на острове Врангеля 15 человек трое погибли. Выжившие добывали себе пропитание охотой и были спасены лишь в сентябре 1914 года.